# Hot Boys (svensk musikgrupp)
Hot Boys var en svensk rockgrupp inom proggrörelsen.
Thomas Tidholm startade detta band 1973, fem år efter att han lämnat International Harvester.

## Medlemmar
- Thomas Tidholm – sång, gitarr, fiol
- Sten Wallin – gitarr
- Jacob Sjöholm – gitarr
- Bo Anders Persson – keyboard, sång, gitarr
- Urban Yman – dragspel
- Katarina Abelli – fiol, sång
- Torbjörn Abelli – bas, fiol
- Thomas Mera Gartz – trummor, fiol

## Diskografi
Studioalbum
- 1974 – Varma smörgåsar (Silence SRS 4624)[2][3]